# Чентраккьо, Мария
Мария Чентраккьо (итал. Maria Centracchio; род. 28 сентября 1994, Кастель-ди-Сангро, Абруцци) — итальянская дзюдоистка, выступающая в весовой категории до 63 кг. Бронзовый призёр Олимпийских игр.

## Биография
Мария Чентраккьо родилась 28 сентября 1994 года в Изернии. Дзюдо стала заниматься с девяти лет, при этом изначально пыталась заниматься другим видом спорта.

## Карьера
Выступает за клуб GS Fiamme Oro.
Мария Чентраккьо заняла третье место на чемпионате Европы среди юниоров 2014 года (до 23 лет) в категории до 57 кг. В 2015 году она выиграла Открытый чемпионат Африки в Касабланке. После этого она перешла в весовую категорию до 63 килограммов и в 2019 году впервые выиграла турнир Мирового тура, завоевав золото Гран-при в Тель-Авиве. Она заняла третье место на Европейских играх 2019 в Минске. На чемпионате мира в Токио стала девятой, завершив выступления на стадии четвертьфиналов.
Перед Олимпиадой приняла участие на чемпионате мира в Будапеште, где заняла лишь 33-е место. На Олимпийских играх в Токио на арене «Ниппон Будокан» в июле 2021 года, Чентраккьо вышла в полуфинал, но проиграла олимпийской чемпионке Тине Трстеняк из Словении. В бронзовом поединке итальянская дзюдоистка победила, завоевав медаль.
В мировом рейтинге по состоянию на 28 июня 2021 года занимает 27-е место с 2481 очками.